# Clara Petersson Bergsten
Clara Petersson Bergsten, född 28 maj 2002, är en svensk handbollsspelare. Hon är vänsterhänt och spelar som högersexa.

## Karriär
Petersson Bergsten har Sollentuna HK som moderklubb. Hon spelade två säsonger i Skånela IF, innan hon 2021 började spela för Skuru IK. Med Skuru blev hon Svensk cupmästare 2022.
Hon deltog i U20-VM 2022, och blev där invald i All-Star Team som turneringens bästa högersexa. I april 2022 debuterade hon i A-landslaget, i en EM-kvalmatch mot Turkiet. Hon blev uttagen som reserv till EM 2022. I andra matchen skadade sig Nina Dano, och Clara blev inkallad i truppen.

## Meriter
- Svenska cupen 2022

Individuella utmärkelser
- All-Star Team U20-VM 2022